# Elmyna Bouchard
Pour les articles homonymes, voir Bouchard.
 (mai 2024).
Elmyna Bouchard, née en 1965 à Jonquière, dans la province de Québec au Canada, est une graveuse québécoise.

## Formation
Elmyna Bouchard finit son baccalauréat en arts plastiques à l'Université du Québec à Chicoutimi en 1988.

## Démarche
L'artiste voit ses gravures comme « des petites mises en scène pour ce regard un peu naïf qui s’émerveille et ne craint pas de ne pas savoir tout nommer ». Ses gravures semblent s’inscrire naturellement dans une telle approche d’un art pur où se manifeste la seule fonction de l’invention. À la manière des dessins d’enfants, les représentations de Bouchard ne conservent du monde visuel que les détails qui permettent la reconnaissance des objets, dans l’intention de leur donner avant tout un sens plutôt que les reproduire tels qu’ils sont. 
L’artiste procède ainsi par différentes étapes de construction et de dépouillement, dans lesquelles le risque et l’aléatoire occupent une place prépondérante. Dans un geste volontaire d’épuration et de spontanéité, elle nous offre un univers personnel riche d’images audacieuses et d’une multiplicité de sens. Un véritable théâtre se déploie sous nos yeux, où le drame et la comédie, le réel et l’absurde se côtoient dans les infinies possibilités du jeu grâce auxquelles l’artiste comme le spectateur, s’inventent mille histoires à la manière des enfants.

## Récompenses
- Prix de la Fondation Monique et Robert Parizeau, 2003[1],[2].

## Expositions
- 1996 : Jeu, Galerie Le Lobe, Chicoutimi, Québec

- 1997 : Schéma de Marelle, Espace 414, Edifice Belgo, Montréal, Québec

Espace de jeu, Atelier d’estampe Sagamie, Alma, Québec
- 1998 : Espace de jeu II, La Galerie Art Actuel, Trois-Rivières, Québec

- 1999 : Des dames causantes, Galerie Madeleine Lacerte, Québec, Québec

Espace ludique, Usine C, Montréal, Québec
- 2000 : S’entretenir d’aménagement poétique, Maison de la culture de Cote-des-Neiges, Montréal, Québec (présentée par la suite à l’Espace galerie del’Édifice Loto-Québec, Montréal, Québec)

- 2002 :
  - Du temps pour soi II, dessins/estampes Galerie Madeleine Lacerte, Québec
  - Du temps pour soi, Galerie d’Art d’Outremont, Montréal, Québec
  - Estampes, DUO Galerie La Digue, Marseille, France

- 2006 : Cahier de solfège, Fonderie Darling /Quartier Éphémère, Montréal, Québec

- 2007 :
  - Études pour pièces de papier, Galerie Trois Points, Montréal, Québec
  - Petites pièces ouvertes II, Galerie Lacerte, Québec, Québec
  - Petites pièces ouvertes, Jean-Claude Bergeron, Ottawa, Ontario

## Dossier de Presse
- La Gazette, Henry Lehmann, Samedi 1er décembre 2007.

- Exposition : S’entretenir d’aménagement poétique, Maison de la culture de Côte-des-Neiges (solo)

- Articles : « Jeux et tempête sur estampe », Le Devoir, samedi et dimanche 23 et 24 décembre 2000, Sonia Pelletier

- « Épisodes poétiques », La Presse, samedi 23 décembre 2000, Jennifer Couëlle

- Exposition : Louis-Pierre Bougie et compagnie (deuxième édition), Galerie Madeleine Lacerte

- Articles : « Reflets de la condition humaine », Le Devoir, samedi et dimanche 5 et 6 mai 2001, David Cantin

- Le Soleil, samedi 5 mai 2001, Dany Quine

- Expositions: “Un quatuor de graveurs” Observatoire 4 et “Œuvres sur papier“ (groupe) Galerie Lilian Rodriguez

- Articles: “Printmaking shows it still has power” La Gazette, samedi 6 mai 2000, Henry Lehmann

- “Bruissement de papier” ICI, 11 au 18 février 1999, Lyne Crevier

- Exposition: “La Biennale internationale de l’estampe de Trois-Rivières”

- Article: “La fête de l’estampe” La Presse, samedi 14 juillet 2001, Jérome Delgado

## Musées et collections publiques
- Musée national des beaux-arts du Québec[3]